# سیشیرو ایتاگاکی
ایتاگاکی سیشیرو (به ژاپنی: 板垣 征四郎) (به انگلیسی: Seishirō Itagaki) وزیر جنگ ژاپن (۱۹۳۹-۱۹۳۸) بود. او در دادگاه نظامی بین‌المللی شرق آسیا به اعدام محکوم شد.